# الانتقال السلمي للسلطة

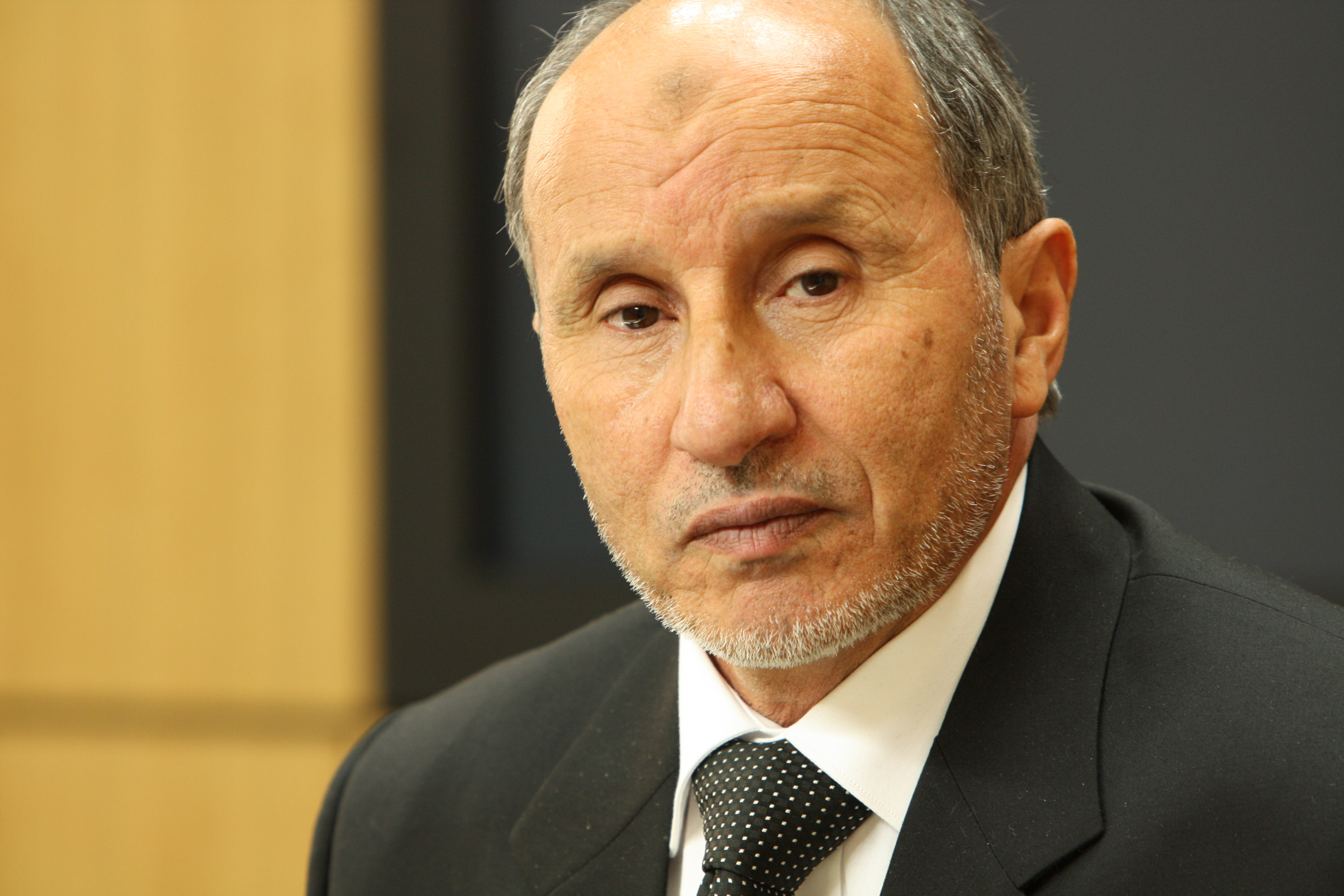
مصطفى عبد الجليل أشرف على المجلس الوطني الانتقالي في ليبيا، والذي أشرف على انتقال سلمي للسلطة خلال الحكومة المؤقتة في أعقاب الحرب الأهلية الليبية.

يعتبر الانتقال السلمي للسلطة مفهومًا مهمًا للحكومات الديمقراطية، حيث تسلم قيادة الحكومة بشكل سلمي السيطرة على الحكومة إلى قيادة منتخبة أو مختارة حديثًا. قد يكون هذا في أوقات الانتخابات أو أثناء الانتقال من نوع مختلف من النظام السياسي، مثل فترة ما بعد الشيوعية بعد سقوط الاتحاد السوفيتي،  أو الانتخابات في ليبيا بعد سقوط معمر القذافي.
في المنح الدراسية التي تفحص التحول الديمقراطي والديمقراطيات الناشئة، تُستخدم دراسة التحولات الناجحة للسلطة لفهم الانتقال إلى الديمقراطية الدستورية والاستقرار النسبي لتلك الحكومة.    خلصت دراسة أجريت عام 2014 إلى أن 68 دولة لم تشهد انتقالًا سلميًا للسلطة بسبب الانتخابات منذ عام 1788. 
غالبًا ما يتم التعامل مع أول انتقال سلمي للسلطة في بلد ما على أنه مرحلة مهمة في انتقال الحكومة نحو الديمقراطية كما هو الحال في الانتخابات في جمهورية الكونغو الديمقراطية. يتم تفسير التحولات الناجحة خلال اللحظات السياسية المتوترة مثل الثورة المخملية في أرمينيا في عام 2018 على أنها علامات على تحسن الحكم داخل البلاد، وهو معلم مهم في التحول الديمقراطي والمجتمع المدني الفعال. بالعكس فإن التحديات في عملية انتقال السلطة سلميًا مثل تلك التي حدثت في الانتخابات في جورجيا، قد تضر بالسمعة الدولية لذلك البلد.
تتطلب التحولات السلمية عددًا من المؤسسات الديمقراطية القوية لمتابعة مثل استعداد أحزاب المعارضة للعمل كمعارضة مخلصة. إن عمليات الانتقال التي تتم من خلال الانتخابات تضع أصحاب السلطة في مناصب هشة، حيث أنهم لا يخاطرون بالتغييرات المحتملة في السياسة والممارسات وبالتالي في وسائل نفوذهم فحسب، بل أيضًا من أجل الانتقام السياسي أو الانتقام. قد تكون هناك حاجة لإنشاء مؤسسات جديدة لتسهيل الانتقال السلمي، خاصة في الديمقراطيات الجديدة. بعد الثورة الليبية، منح المجلس الوطني الانتقالي فترة 10 أشهر سهلت «أول انتقال سلمي للسلطة في تاريخ ليبيا الحديث». 
في ديمقراطية مؤسسية مستقرة، يكون الانتقال السلمي هو النتيجة المتوقعة للانتخابات، ووجد تحليل عام 2014 أنه بمجرد أن يبدأ بلد ما عمليات نقل سلمية للسلطة، فمن المرجح جدًا أن يستمر في ذلك.   يعتبر الانتقال السلمي للسلطة أمرًا مهمًا للانتقال الرئاسي للولايات المتحدة ويتم إضفاء الطابع المؤسسي عليه من خلال أعمال رمزية مثل تنصيب الرئاسة في الولايات المتحدة. ومع ذلك، حتى هذا لا يمكن الاعتماد عليه بالكامل لأن هناك خطر «التراجع الديمقراطي». في عام 2020، شكك الرئيس دونالد ترامب في هذا المفهوم خلال حملته الرئاسية لعام 2020  بينما دعم مسؤولون منتخبون آخرون العملية نظرًا لأهميتها في الديمقراطية الأمريكية.